# Meolo
Meolo is een gemeente in de Italiaanse provincie Venetië (regio Veneto) en telt 6415 inwoners (31-12-2004). De oppervlakte bedraagt 26,6 km², de bevolkingsdichtheid is 241 inwoners per km².
De volgende frazioni maken deel uit van de gemeente: Losson Della Battaglia, Marteggia.

## Demografie
Meolo telt ongeveer 2330 huishoudens. Het aantal inwoners steeg in de periode 1991-2001 met 15,5% volgens cijfers uit de tienjaarlijkse volkstellingen van ISTAT.
| Jaar | Inwoneraantal |
| ---- | ------------- |
| 1991 | 5241          |
| 2001 | 6054          |

## Geografie
Meolo grenst aan de volgende gemeenten: Fossalta di Piave, Monastier di Treviso (TV), Musile di Piave, Quarto d'Altino, Roncade (TV).
Annone Veneto · Campagna Lupia · Campolongo Maggiore · Camponogara · Caorle · Cavallino-Treporti · Ceggia · Chioggia · Cinto Caomaggiore · Cona · Concordia Sagittaria · Dolo · Eraclea · Fiesso d'Artico · Fossalta di Piave · Fossalta di Portogruaro · Fossò · Gruaro · Jesolo · Marcon · Martellago · Meolo · Mira · Mirano · Musile di Piave · Noale · Noventa di Piave · Pianiga · Portogruaro · Pramaggiore · Quarto d'Altino · Salzano · San Donà di Piave · San Michele al Tagliamento · Santa Maria di Sala · Santo Stino di Livenza · Scorzè · Spinea · Stra · Teglio Veneto · Torre di Mosto · Venetië · Vigonovo
1. ↑  https://demo.istat.it/?l=it.